# Fissidens sphagnifolius
Fissidens sphagnifolius là một loài Rêu trong họ Fissidentaceae. Loài này được Sull. mô tả khoa học đầu tiên năm 1861.